# Paso de Kunzum

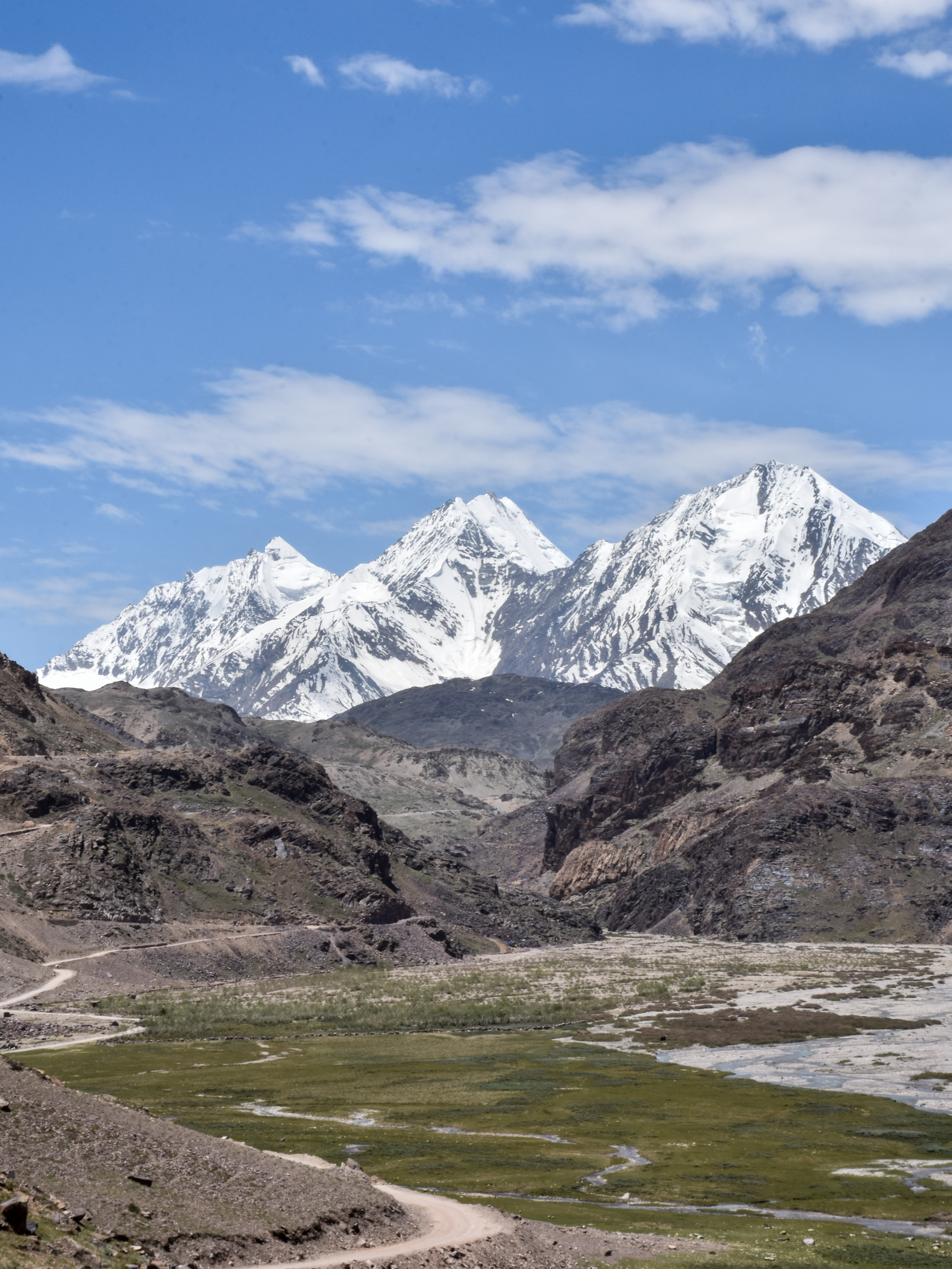
Carretera desde Losar en el lado de Spiti hacia el paso de Kunzum.

El paso de Kunzum ( tibetano : Kunzum La ( 4551 m), es un paso de alta montaña en la cordillera oriental de Kunzum del Himalaya. Conecta el valle de Lahaul y el valle de Spiti. Está en la ruta desde Gramphoo, en Lahaul, a Kaza, el cuartel general de la subdivisión de Spiti. Se encuentra a 122 km de Manali, y 79 km de Kaza. El camino desde el lado de Gramphoo sube abruptamente a través de 15 curvas cerradas desde Batal (a 4000 m) en el río Chandra, poniendo a prueba las habilidades de conducción incluso de conductores experimentados. Por el lado de Kaza, la carretera del pequeño pueblo de Losar (4076 m) discurre por la margen derecha de un afluente del Spiti. Asciende por un paisaje seco y semidesértico 22 km hasta el paso de Kunzum.
El paso de Kunzum normalmente está abierto de junio/julio a octubre/noviembre. Las fechas de apertura y cierre dependen del clima y la reparación de caminos por parte de la Organización de Caminos Fronterizos. Muchos conductores y viajeros buscan las bendiciones de Kunzum Mata antes de continuar el peligroso viaje. También hay 15 km de  caminata a Chandertal, el lago de la luna, desde el paso de Kunzum.

## Galería

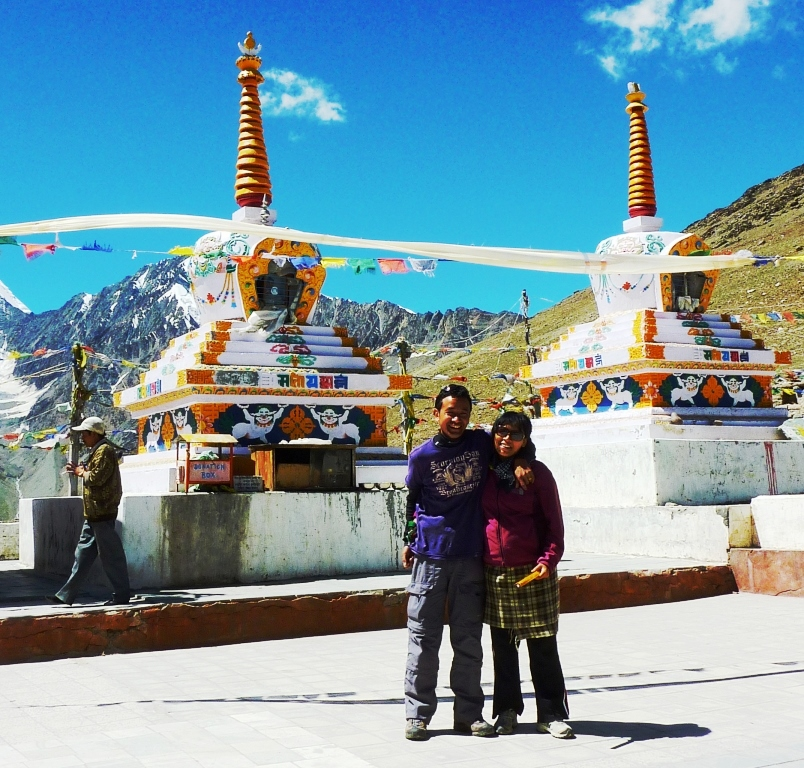
Tibetanos en el paso de Kunzum
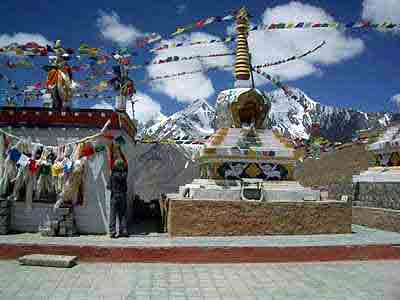
Templo de Kunzum Mata
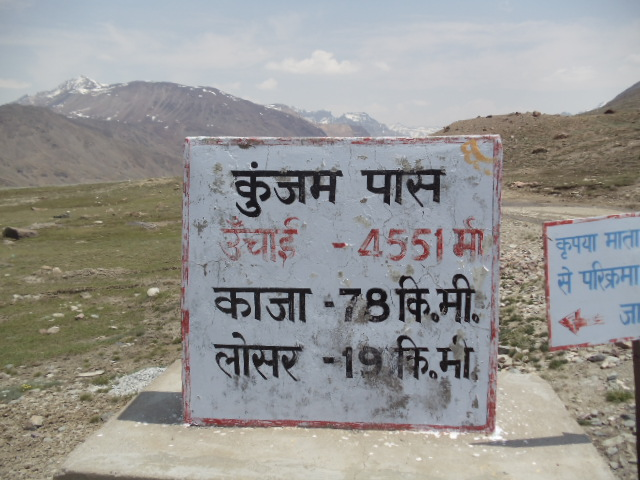
Kunzum La, Lahaul & Spiti Himachal Pradesh
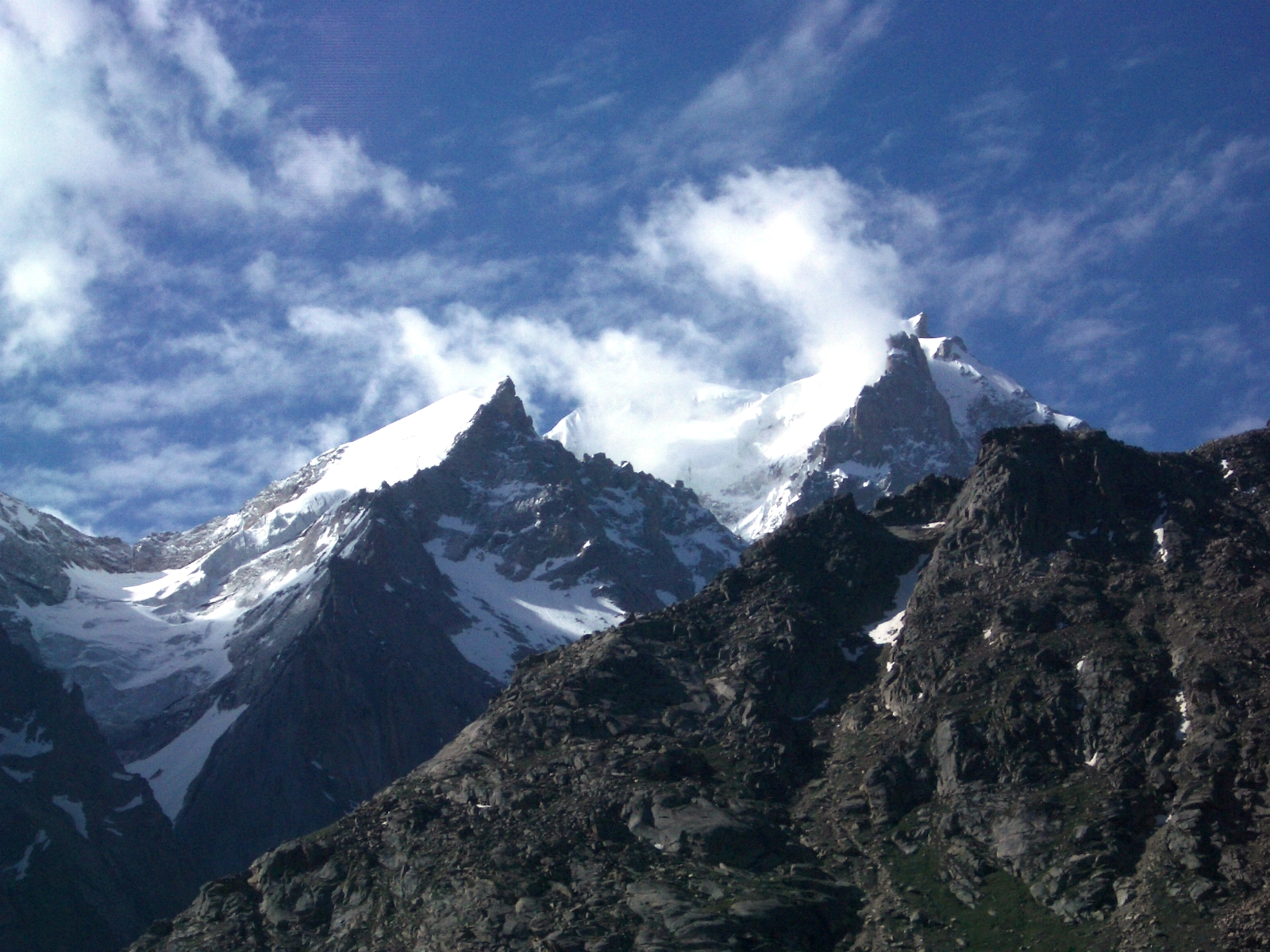
Cumbres vistas desde el paso de Kunzum entre Lahaul y Spiti.